# Juli Ashton
Juli Ashton (ur. 5 października 1969 w Colorado Springs) – amerykańska aktorka i reżyserka filmów pornograficznych.

## Życiorys

### Wczesne lata
Urodziła się i dorastała w Colorado Springs w stanie Kolorado, gdzie jej matka była nauczycielką. Ukończyła Colorado State University na wydziale języka hiszpańskiego i historii. Pracowała jako kelnerka w jednym z klubów nocnych, gdzie poznała Kylie Ireland. Po ukończeniu studiów w wieku 22 lat przez rok zajmowała się uczeniem języka hiszpańskiego w Junior High Schol.
Studiowała także w prestiżowym Institute of Human Sexuality w San Francisco.

### Kariera
W roku 1994 przeprowadziła się na Florydę i zaczęła pojawiać się w filmach dla dorosłych. Pierwszy film nakręcony z jej udziałem to The Dinner Party. Joe D’Amato zaangażował ją do wysokobudżetowej produkcji Pasja w Wenecji (Passioni a Venezia, 1995) z Anitą Blond i Markiem Davisem. Wielokrotnie pojawiała się na łamach magazynów erotycznych oraz równocześnie pracowała jako striptizerka. Była również aktywną działaczką na rzecz zmian w prawie stanu Kalifornia dotyczących produkcji pornografii. W latach 1995–2000 pojawiała się również jako prowadząca w programie Night Calls na antenie Playboy TV.
W roku 1997 wystąpiła w filmie twórców serialu animowanego South Park, Treya Parkera i Matta Stone’a, pod tytułem Orgazmo u boku takich sław kina porno lat 80. jak Ron Jeremy, Chasey Lain, Jill Kelly czy Jeanna Fine. Mimo iż film jest komedią opartą na kinie spod znaku XXX, nie zawiera on scen nagości.
Od roku 2002 prowadziła również program radiowy o tej samej nazwie oraz wystąpiła w dwóch produkcjach bazujących na formule programu, nakręconych przez wytwórnię Playboy: Night Calls: The Movie i Night Calls: The Movie 2. Gościła też w The Howard Stern Radio Show i filmach dokumentalnych, w tym Fluffy Cumsalot, Porn Star (2003) i The Secret Lives of Adult Stars (2004).
W 2002 została umieszczona na trzydziestym piątym miejscu na liście 50. największych gwiazd branży porno wszech czasów przez periodyk Adult Video News.
W 2011 roku trafiła do sali sław XRCO Hall of Fame, w 2012 jej nazwisko znalazło się w sali sław Adult Video News Awards Hall of Fame.
Romansowała z aktorem porno Tomem Byronem.

## Nagrody
| Rok  | Nagroda    | Kategoria                              | Film             |
| ---- | ---------- | -------------------------------------- | ---------------- |
| 1996 | XRCO Award | Wykonawczyni roku                      | -                |
| 1997 | AVN Award  | Najlepsza aktorka drugoplanowa - wideo | Head Trip (1996) |
| 2011 | XRCO Award | Hall of Fame inductee                  | -                |
| 2012 | AVN Award  | Hall of Fame                           | -                |